# Col des Gets
Le col des Gets est un col des Alpes du Nord situé à 1 170 mètres d'altitude, dans le département de la Haute-Savoie, en France. Plus précisément, il assure la liaison routière entre la vallée de la Dranse au nord et la vallée du Giffre au sud.